# Атаманюк Олександр Олександрович
Олекса́ндр Олекса́ндрович Атаманю́к — полковник, Державна прикордонна служба України, заслужений будівельник України — травень 2015.